# Hedesunda kyrka
Hedesunda kyrka är en kyrkobyggnad i kyrkbyn Sundby i södra delen av samhället Hedesunda. Den tillhör Hedesunda församling i Uppsala stift.

## Medeltidskyrkan
Ursprungliga kyrkobyggnaden var troligen en träkyrka uppförd på 1100-talet och ersatt av en stenkyrka på 1200-talet. Stenkyrkan bestod av rektangulärt långhus med kor i öster och sakristia i norr. Från början hade kyrkorummets tak tunnvalv av trä som omkring år 1500 ersattes med stjärnvalv av tegel. Valven försågs med kalkmålningar som stilmässigt tillhör Tierpskolan. Liknande målningar finns i Årsunda kyrka och Älvkarleby kyrka.

## Nuvarande kyrkobyggnad
1775 byggdes nuvarande kyrka utanpå den gamla. Arbetena med kyrkan pågick fram till 1777 då den invigdes 25 maj av kontraktsprost Anders Lundvist i Årsunda. Nya kyrkan fick ett brett långhus med rakt avslutat kor i öster av samma höjd och bredd som långhuset. Vid långhusets västra kortsida byggdes ett smalare kyrktorn med huvudingång. Tornet fick en portal av gotländsk kalksten som tidigare fanns på medeltidskyrkan. Koret från förra kyrkan blev nya kyrkans sakristia och kom att ligga öster om nya koret. Kyrkorummets tak fick ett brett tunnvalv av tegel uppdelat i fem valvfack. Kyrkans väggar kunde dock inte motstå trycket av det väldiga tunnvalvet. 1794 togs tre av de fem valvfacken ned och ersattes av gipsade trävalv. I början av 1830-talet byttes de båda återstående valven ut. Åren 1834-1836 förstärktes ytterväggarna med ankarjärn. En restaurering genomfördes 1902 under ledning av hovintendent Gustav Lindgren då kyrkorummet dekorerades och ett nytt golv lades in. Nuvarande öppna bänkinredning tillkom då och ersatte en tidigare sluten bänkinredning. En genomgripande restaurering genomfördes åren 1953-1955 under ledning av arkitekt Einar Lundberg. Kalkmålningar från senmedeltiden togs fram i sakristian. Ett nytt altare av sten byggdes. Dörrar och yttertak försågs med ny kopparplåt och tornkorset förgylldes. Kyndelsmässodagen 1955 återinvigdes kyrkan av ärkebiskop emeritus Erling Eidem.

## Inventarier
- Dopfunten av kalksten är från slutet av 1200-talet och överlämnad 1883 till Historiska museet. I kyrkan finns en kopia av kalksten tillverkad 1937 av Gillis Grähs.
- Predikstolen i senrenässans är tillverkad år 1666 av Ewerdt Friis. I nuvarande kyrka var predikstolen från början placerad över altaret, men predikanten hördes dåligt därifrån. 1785 flyttades predikstolen till sin nuvarande plats vid norra långväggen.
- Altaruppsatsens övre del är tillverkad 1731 av Carl Spaak i Stockholm.
- Högst upp på altaruppsatsen finns en skulptur från mitten av 1400-talet föreställande ärkeängeln Mikael.
- Ett medeltida altarskåp, som fram till 1731 stod på altaret, förvaras numera på Historiska museet.
- I tornet hänger tre kyrkklockor. Storklockan av malm med diameter 135 centimeter är gjuten 1650 och omgjuten 1680, 1690 samt 1724 av Gerhard Meyer i Stockholm. Mellanklockan av malm med diameter 110 centimeter är gjuten 1725 av Meyers änka Catharina Meyer. Lillklockan är gjuten 1893 av K.G. Bergholtz & Co.

### Orgel
- 1736-1737 byggde Daniel Stråhle en orgel med 9 stämmor som kostade 2700 daler. På fasaden finns ett klocka med blinda pipor. 1751 rensades orgelverket av organist Anders Momqvist.[1] 1793 tas orgelverket ned och rensas av organisten Björkman. [2]

| Manual                       |
| Kvintadena 8'                |
| Principal 4'                 |
| Gedackt 4'                   |
| Decima 4'                    |
| Kvinta 3'                    |
| Oktava 2'                    |
| Scharf III                   |
| Sesquialtera II              |
| Trumpet 8' (halverad stämma) |
| Tremulant                    |

- Den nuvarande orgel med 28 stämmor, två manualer och pedal byggdes 1928-1929 av Åkerman & Lunds Nya Orgelfabriks AB, Sundbybergs stad. Orgeln är pneumatisk med rooseveltlådor. Tonomfånget är på 56/30. Den har två fria kombinationer, 4 fasta kombinationer, automatisk pedalväxling och registersvällare. Fasaden är från 1737-1737 års orgel. Fasaden breddades 1928.

| Huvudverk I         | Svällverk II        | Pedal               | Koppel   |
| Borduna 16´         | Gedackt 16´         | Violon 16´          | I/P      |
| Principal 8´        | Bassetthorn 8'      | Subbas 16'          | II/P     |
| Flûte harmonique 8' | Salicional 8'       | Gedackt 16' (tr II) | II/I     |
| Gamba 8'            | Violin 8'           | Violoncell 8'       | II 16'/I |
| Dolce 8'            | Voix céleste 8'     | Borduna 8' (tr II)  | II 16'   |
| Dubbelflöjt 8'      | Rörflöjt 8'         | Oktava 4'           | II 4'    |
| Oktava 4'           | Flûte octaviante 4' | Basun 16'           |          |
| Kvinta 2 2⁄3'       | Fugara 4'           |                     |          |
| Oktava 2'           | Waldflöjt 2'        |                     |          |
| Cornett III         | Oboe 8'             |                     |          |
| Trumpet 8'          | Crescendosvällare   |                     |          |

### Webbkällor
- ”Våra kyrkor”. Svenska kyrkan, Hedesunda församling. Arkiverad från originalet den 18 april 2013. https://archive.is/20130418121821/http://www.svenskakyrkan.se/default.aspx?id=733377. Läst 12 juli 2011.
- Gävle kommun
- byggnadspresentation